# Municipio de Whites Creek
Whites Creek Township es un municipio del condado de Bladen, Carolina del Norte, Estados Unidos. Según el censo de 2020, tiene una población de 1208 habitantes.
Es una subdivisión exclusivamente geográfica, por cuanto el estado de Carolina del Norte no utiliza la herramienta de los townships como Gobiernos municipales.

## Geografía
El municipio está ubicado en las coordenadas 34°28′59.97″N 78°31′32.43″O / 34.4833250, -78.5256750 (34.483326, -78.525675).